# 제임스 키치
제임스 키치(James Keach, 1947년 12월 7일 ~ )는 미국의 배우, 각본가, 영화 제작자이다.
서배너에서 태어났다.

## 작품 목록
- 어기 (2017년)
- 글렌 캠벨: 아윌 비 미 (2014년)
- 웨이팅 포 포에버 (2010년)
- 블라인드 가이 (2006년)
- 앙코르 (2005년)
- 더 디스트릭트 (2000년)
- 닥터 퀸 - 더 무비 (1999, Dr. Quinn Medicine Woman: The Movie)
- 캐머플러지 (1999년)
- 로빈슨 가족 (1998, The New Swiss Family Robinson)
- 헨리에타의 별 (1995년)
- 위험한 신부 (1993, Praying Mantis)
- 태양의 유혹 (1992, Sunstroke)
- KGB 미녀 작전 (1989년)
- 분노의 특공대 (1989년)
- 평원의 추적자 (1989년)
- 탈옥자 (1987년)
- 마지막 승리 (1986년)
- 꾸러기팀 (1986년) - 프랭크 니댐 역
- 무장과 위험 (1986년)
- 변칙 플레이 (1985, Moving Violations)
- 면도칼의 모서리 (1984년)
- 휴가 대소동 (1983년)
- 러브 레터 (1983년)
- 다우 설트 낫 킬 (1982년)
- 고독한 방랑자의 전설 (1981년)
- 롱 라이더스 (1980년) - 제시 제임스 역
- 허리케인 (1979년)
- 컴스 호스맨 (1978년)
- 캐논볼 (1976년)

### 텔레비전
- 닥터 퀸 (1997) - 출연